# Вассамийе, Элиот
Элиот Вассамайте (фр. Eliot Vassamillet; род. 29 декабря 2000 года) — бельгийский певец, представил Бельгию на конкурсе песни «Евровидение 2019» в Тель-Авиве, Израиль, но не смог пройти в финал. Он был отобран на внутреннем уровне с песней «Wake Up», написанной Пьером Думолином, который ранее написал «City Lights» для певицы Бланш, которая заняла 4-е место в Евровидении-2017, и самого Вассамайте 